# Lewis Hackett
Lewis Wendell Hackett (Benicia, 14 dicembre 1884 – Washington, 28 aprile 1962) è stato un igienista statunitense che ha svolto un ruolo importante nella lotta contro la malaria in vari paesi fra cui l'Italia.

## Biografia
Dopo la laurea in medicina, si è dedicato all'attività di ricerca sulle malattie infettive, ed è stato il primo a conseguire un dottorato in sanità pubblica all'Università Harvard nel 1913. L'anno successivo entrò a far parte dell'International Health Division della Fondazione Rockefeller, il cui compito era l'eradicazione di alcune malattie di particolare importanza sociale in diverse parti del mondo, fra le quali l'anchilostomiasi, la tubercolosi, il tifo esantematico, la febbre gialla e la malaria. Per circa dieci anni, dal 1914 al 1924 ha lavorato in America centrale. Nel 1924 venne trasferito in Italia.
In Italia, in quel periodo, uno dei principali problemi era l'eradicazione della malaria. La politica della Fondazione Rockefeller era tesa a un'azione educativa, sia nei confronti della popolazione generale che delle autorità sanitarie e governative, in modo da rendere il più durevole possibile l'intervento sanitario. Hackett ebbe l'occasione di collaborare con il medico italiano Alberto Missiroli, del Laboratorio di Sanità pubblica di Roma, il quale si interessava dell'attuazione di misure profilattiche per il controllo della malaria basate sul controllo delle zanzare e che, assieme al prof. Bartolomeo Gosio, aveva fondato la Scuola di malariologia a Nettuno, organizzando corsi di igiene nelle scuole dell'obbligo dell'Agro pontino. Nel 1925, pertanto, Hackett e Missiroli, con il finanziamento della Rockefeller Foundation, procedettero alla realizzazione della Stazione Sperimentale per la Lotta Antimalarica, di cui divennero direttori, mettendo a punto una strategia antimalarica basata su protocolli di controllo locale della malattia. Vennero presi contatti con amministratori sanitari in Calabria, Sicilia, Sardegna, Lazio e nel Ferrarese. La messa in atto delle misure suggerite da Hackett e Missiroli costituirono il modello per la lotta antimalarica negli altri paesi. La Stazione divenne in breve tempo il principale punto di riferimento in campo mondiale nella lotta antimalarica svolgendo fra l'altro un'importante opera nell'addestramento e nella formazione del personale attivo nella lotta antimalarica, non solo di nazionalità italiana. L'esperienza positiva portò alla fondazione, nel 1934, dell'Istituto di Sanità Pubblica (dal 1941 sotto il nome di Istituto Superiore di Sanità), destinato a diventare il principale istituto di igiene in Italia con compiti di ricerca, formazione e controllo della pubblica sanità.
Nel 1940, con lo scoppio della Seconda guerra mondiale, Hackett lasciò l'Italia per recarsi nell'America Meridionale dove rimase sino al 1949. Complessivamente Hackett ha lavorato in ben diciassette paesi.

## Scritti
- Hackett L.W., Malaria in Europe. An ecological study, London: Oxford University Press, 1937.
- Lewis W. Hackett, Alberto Missiroli, The varieties of Anopheles maculipennis and their relation to the distribution of malaria in Europe, Rivista di Malariologia 14:45-109, 1935.